# BA-3

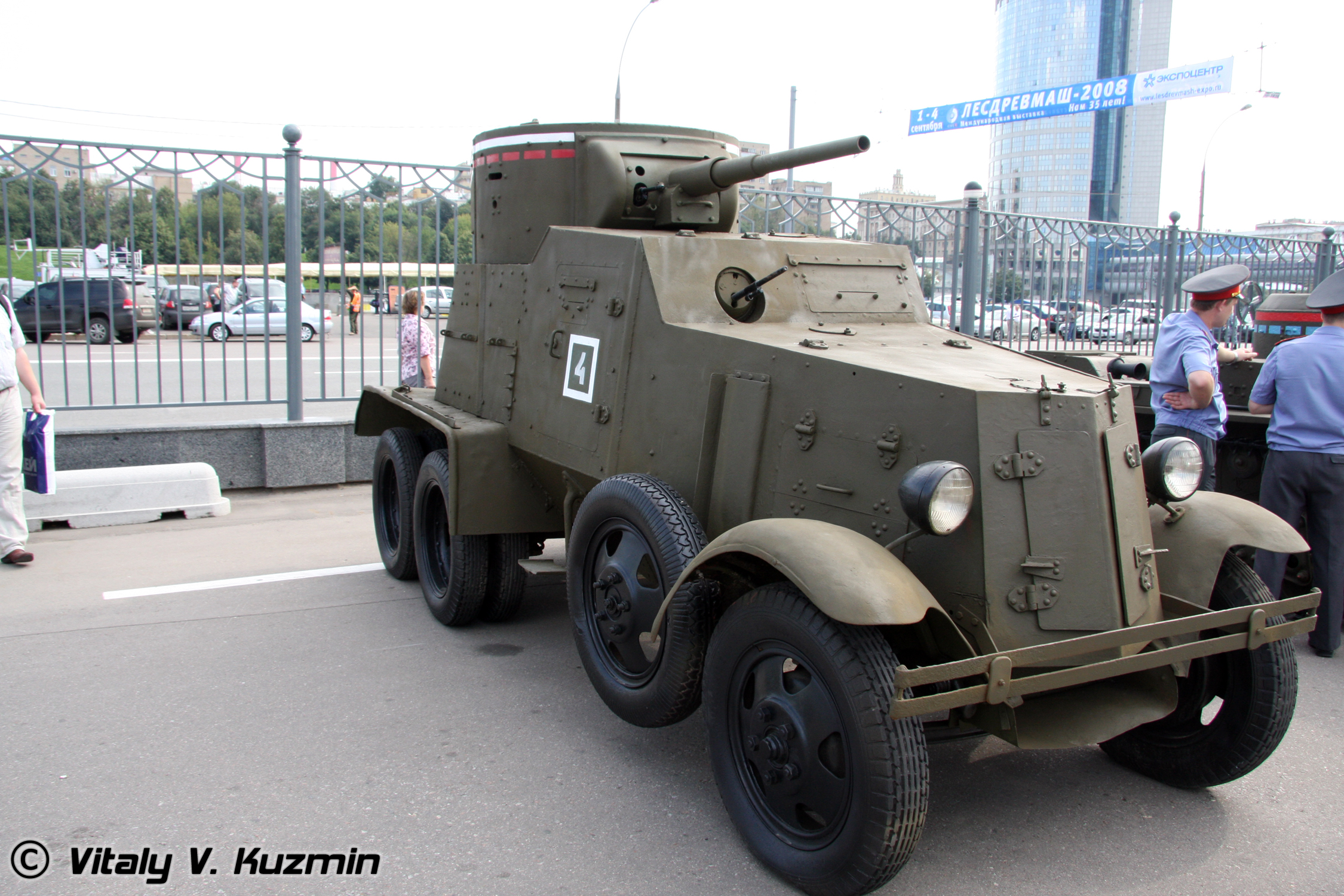
BA-3 bei einer Ausstellung

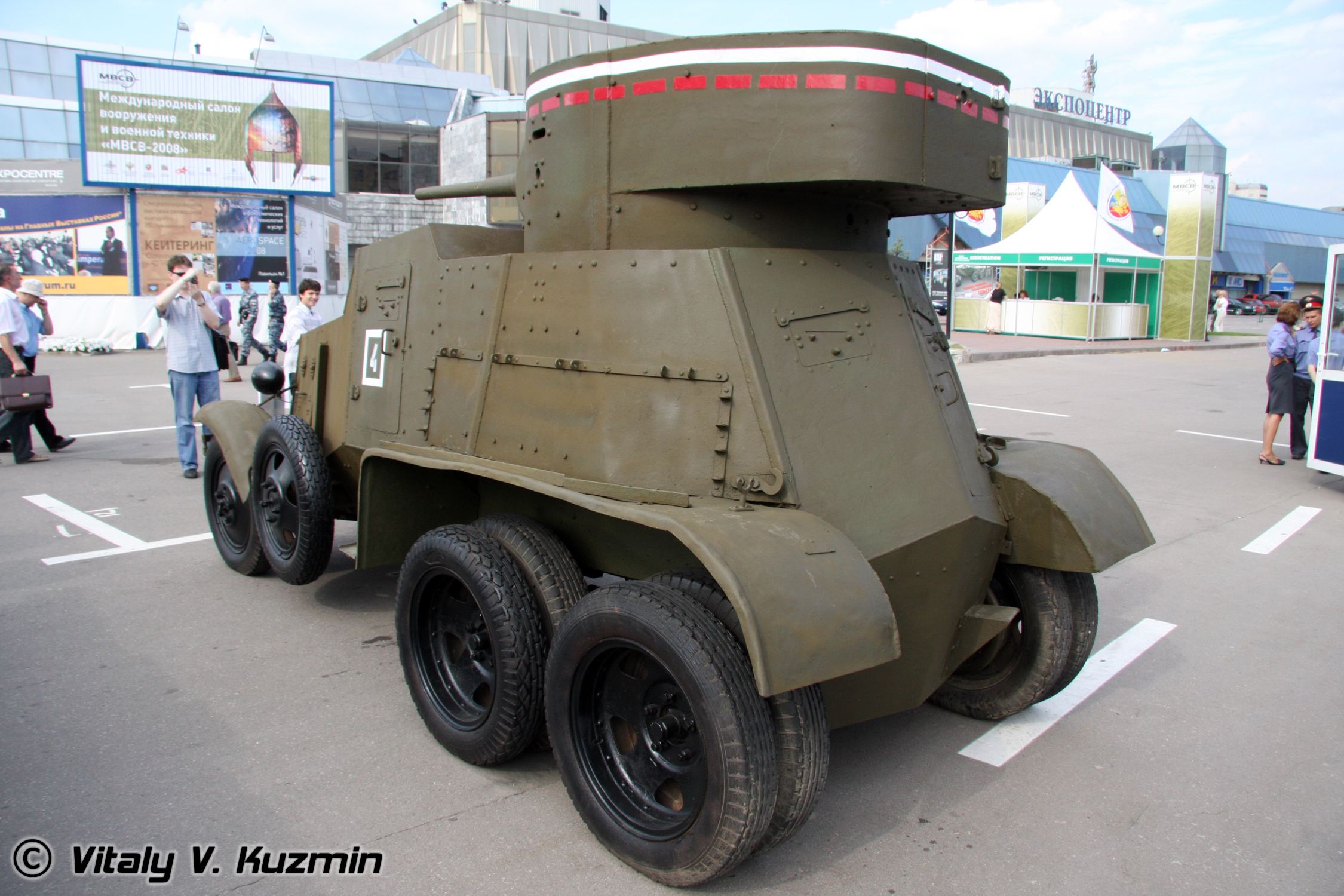
Heckansicht

Der BA-3 ist ein sowjetischer schwerer Panzerwagen aus dem Zweiten Weltkrieg. Seine Hauptaufgabe war die schnelle Aufklärung und die Unterstützung des eigenen Infanterieverbandes, wobei er durch die Verwendung eines regulären Panzerturms auch gegnerische Kampfwagen bekämpfen konnte.
Zeitweise gab es auch reine Panzerwagenverbände.

## Entwicklung
Das Interesse der Roten Armee (RKKA – Rabotsche-krestjanskaja Krasnaja armija) entstand bereits aus dem Interesse des zaristischen Russlands vor der russischen Revolution heraus. Als die Autoindustrie in den 1920er Jahren auflebte, wollte die Armee zwei Kategorien von Fahrzeugen, ähnlich wie die Reichswehr, die sich aufteilten in leichte MG-Wagen und in schwere Waffenwagen mit Panzergeschützen. Der Name für diese Fahrzeuggruppe war Broneawtomobil, gepanzerte Automobile, bzw. BA, wenn in der Bezeichnung auch gelegentlich das A weggelassen wurde.
Man muss bedenken, dass die Kampfpanzer des Ersten Weltkrieges noch sehr langsam waren. Schon seit Napoleon waren die großen Entfernungen zwischen den Städten ein taktisches Element der russischen Kriegsführung gewesen. Die gepanzerte Unterstützung der eigenen Kräfte in den Weiten Russlands für die eigene Kavallerie- und Infanterietruppen war deshalb für die sowjetische Militärführung in den 1920 bis 1930er Jahren anfänglich scheinbar eher mit den deutlich schneller fahrenden Radpanzern denkbar. Dies sollte sich mit der technischen Weiterentwicklung der Kettenfahrzeuge Ende der 1930er Jahre ändern, so dass die Bedeutung der gepanzerten Radfahrzeuge als Kampffahrzeuge abnahm.
Im Jahr 1927 wurde ein Fünfjahresplan erstellt, der die Fertigung von schweren Panzerwagen beinhaltete. Ein erstes Modell war der BA-27, ihm folgte bald der BA-I (BAI) und dann der BA-3. Der BA-I war auf dem Ford-Timken-Fahrgestell aufbaute, hierbei handelte es sich um eine 6×4-Lkw-Variante, welche aus dem amerikanischen Ford AA (4×2) entwickelt worden war. Anfänglich nutzte der BA-3 ebenfalls das Ford-Timken-Fahrgestell, doch als 1934 das Fahrgestell des inzwischen entwickelten 6×4-Lkw GAZ-AAA verfügbar wurde, erfolgte die weitere Fertigung auf diesem Chassis.
Ein wichtiger Punkt war, dass beim BA-3 der Turm der neueren leichten Panzerkampfwagen, gemäß einer Vorgabe aus dem Jahr 1932, zum Einsatz kommen sollte. Die T-26 und BT-5 hatten diesen mit einer 45-mm-Kampfwagenkanone (20-K) und einem koaxialen MG ausgestatteten Turm, was einer Vereinfachung der Produktion vom Konzept her sehr entgegenkam. Als weitere Bewaffnung hatten die schweren BA auf dem Platz neben dem Fahrer ein nach vorne feuerndes MG in Kugelblende montiert. Für einen Panzerwagen hatte der BA-3 damit eine beachtliche Bewaffnung, die durchaus die häufigsten Panzertypen der Zeit erfolgreich bekämpfen konnte.

## Technik
Eine Besonderheit der sowjetischen Panzerwagen war der Topographie und dem Straßennetz der Sowjetunion geschuldet. Trotz einer verhältnismäßig leichten Panzerung waren die Fahrzeuge recht schwer, was – solange Straßen benutzt werden konnten – für ein 6×4-Fahrzeug noch vertretbar war, doch im Gelände stießen die Fahrzeuge sofort an ihre fahrtechnische Grenze. Die sowjetischen Ingenieure standen vor der gleichen Herausforderung wie die deutschen Ingenieure mit den 6×4-Sd.Kfz.-231/232-Fahrzeugen.
Die sowjetische Lösung waren Gleisketten für die hintere Doppelachse, wodurch der Bodendruck verbessert werden konnte und die Traktion eines Halbkettenfahrzeugs erreicht wurde. Die Ketten bestanden aus 25 Weichstahlelementen (80 × 35 cm) und wogen je 75 kg. Sie wurden am Fahrzeug mitgeführt und das Aufziehen benötigte ca. 10 Minuten.
In der BA-3 Serie wurden Reifen mit Schlauch verwendet, dieses Konzept war mit oder ohne Gleiskette fatal für Fahrzeuge, welche mit leichten Waffen beschossen wurden. Ein zerstörter Reifen legte die schweren Fahrzeuge unmittelbar lahm und machte diese zu einer leichten Beute.
Durch die Verlängerung des Kampfraumes um 50 cm gegenüber dem BA-I hatten die Ingenieure des Ischorski-Werks den nötigen Raum geschaffen, um den Aufbau für die Aufnahme des T-26-Turm zu verstärken und zu vergrößern. Der Zugang zum Kampfraum bzw. Turm erfolgte über eine Tür auf der Fahrzeugrückseite.
Da die Motoren leicht überhitzten, wurde die Belüftung des Motorraumes gegenüber dem BA-I verbessert.

## Produktion
Die Fertigung des BA-3 begann 1933 und endete 1935. Bedingt durch die kurze Fertigungszeit wurden nur 220 Panzerwagen und ein schienengängiger Prototyp gebaut. Als Fertigungsstandorte werden das Ischorski-Werk in Leningrad und Wyksa (Oblast Gorki) genannt.

## Einsatz
Vor Beginn des spanischen Bürgerkriegs gefertigt, erhielten die republikanischen Kräfte 1937 sowjetische Lieferungen, welche auch sieben BA-3 umfassten.
Auch während der Schlacht von Khalkhyn Gol setzte die sowjetische Seite BA-Fahrzeuge gegen die japanischen Kräfte ein.
Bei der Besetzung des östlichen Teils von Polen im September 1939 kamen BA-3 mit ihren Einheiten zum Einsatz.
Der Sowjetisch-Finnische Winterkrieg sah den Einsatz nahezu aller vorhandenen Waffensysteme der sowjetischen Streitkräfte, also auch der BA-Fahrzeuge.
Im Juni 1941 zwang der Angriff der Wehrmacht auf die Sowjetunion alle noch einsatzfähigen BA-3 in den Kampf. Viele Fotografien von liegengebliebenen und zerstörten BA-Fahrzeugen zeugen heute vom umfassenden Einsatz der Fahrzeuge auf sowjetischer Seite.
Als die sowjetische Führung nach dem Verlust weiter Teile des Landes die Rüstungsindustrie neu ausrichtete, hatten die schweren Panzerwagen nicht überzeugt. Ihre Fertigung wurde zugunsten leichter Panzer, wie des T-60 und des T-70, eingestellt.

## Varianten
- BA-3 sch-d – Im Jahr 1936 wurde der Roten Armee der Entwurf eines schienengängigen Fahrzeugs vorgestellt, der BA-3 sch-d. Dieser wurde jedoch nicht eingeführt.
- BAF A – Während des Winterkrieges erbeuteten die finnischen Streitkräfte einzelne BA-3. In Ermangelung einer eigenen Rüstungsindustrie wurden Beutefahrzeuge umgehend einsatzbereit gemacht und gegen die vorherigen Besitzer in den Kampf geschickt. So wurden die BA-3 im finnischen Heer als BAF A (die BA-6 als BAF B) oder auch als BA-32-1 bezeichnet.[1]

## Panzerspähwagen 203 (r)
Die erbeuteten 6×4-Panzerwagen der BA-Serie wurden mit der Fremdgerätekennnummer 203 zusammengefasst und wo möglich nach großzügiger Kennung mit deutschen Balkenkreuzen zum Einsatz gebracht. Vorzugsweise wurden rückwärtig eingesetzte Einheiten mit solchen Fahrzeugen zum Einsatz gebracht, da das Risiko des Beschusses durch eigene Truppen an der eigentlichen Front sehr hoch war. Durch die starke Präsenz von regulären und irregulären sowjetischen Verbänden im Hinterland, die immer wieder Überfälle durchführten waren die Panzerspähwagen eine willkommene Ergänzung der Ausrüstung von Sicherungsverbänden.

## Erhaltene Fahrzeuge und Reproduktionen
- BA-3 – Militärtechnisches Museum in Werchnjaja Pyschma, Oblast Swerdlowsk (Russland)
- BA-3M – Panzermuseum Kubinka (Russland) – fahrbereit